# Nuthetes
Nuthetes là một chi khủng long, được Owen mô tả khoa học năm 1854.